# Cordia rotundiceps
Cordia rotundiceps är en insektsart som beskrevs av Victor Lallemand 1927. Cordia rotundiceps ingår i släktet Cordia och familjen spottstritar. Inga underarter finns listade i Catalogue of Life.